# Mingguang
Mingguang (明光市S, Jiāshān XiànP) è una città-contea della Cina, situata nella provincia dell'Anhui.